# Libertadores
Libertadores é o termo usado para se referir aos líderes liberais dos Movimentos de libertação da América Hispânica e do Brasil, nos séculos XVIII e XIX. Os Libertadores eram na sua maioria burgueses descendentes de europeus (principalmente de espanhóis e portugueses), influenciados pelo Liberalismo, e, na maioria dos casos, com formação militar na metrópole.
Dentre os Libertadores, os mais influentes foram Simón Bolívar e José de San Martín, que após a Conferência de Guayaquil, uniram-se contra o Império colonial espanhol com o objetivo de constituir uma nação única na América do Sul. Bolívar e San Martín, desempenharam papel crucial nos movimentos de independência dos países sul-americanos e moldaram o primeiro projeto de Integração sul-americana, hoje revivido na Unasul. Bolívar atuou na libertação do norte da atual Venezuela, Nova Granada e Quito, e San Martín garantiu a independência da Argentina, libertando também Chile e Peru.
Outros Libertadores importantes foram José Gervasio Artigas (Uruguai), Bernardo O'Higgins (Chile), José Miguel Carrera (Chile), Manuel Belgrano (Argentina), Antonio José de Sucre (Venezuela), José Joaquín de Olmedo (Equador) e Dom Pedro I do Brasil (Brasil). Em outro contexto, também são considerados Libertadores: Francisco de Miranda (precursor da independência hispano-americana), Manuel Rodríguez (Chile), José Bonifácio (Brasil), Eugenio Espejo (Equador), Juan Pablo Duarte (República Dominicana), e José Martí (Cuba).
D. Pedro I do Brasil destoa dos demais Libertadores por ser o único de origem dinástica (da Casa de Bragança) e, portanto, um nobre ao invés de burguês. Ao contrário do que muitos dizem, sim, o Brasil teve uma luta armada por sua independência, está guerra durou desde 1822 e se estendeu até 1825, com o tratado de Amizade e Aliança feito entre Brasil e Portugal. Igualmente aos demais, D. Pedro I foi influenciado por ideias maçônicas de Liberdade, apesar de ser um monarca e não um republicano democrata, como boa parte dos libertadores, influenciados pelos ideais da Revoluçao Francesa. 

## Lista dos Libertadores
| Imagem | Nome                             | Data de nascimento                                                             | Data de morte                                                       | Independência do(a)                                                              |
| ------ | -------------------------------- | ------------------------------------------------------------------------------ | ------------------------------------------------------------------- | -------------------------------------------------------------------------------- |
|        | Simon Bolívar                    | 24 de Julho de 1783 Caracas, Capitânia Geral da Venezuela                      | 17 de dezembro de 1830 Santa Marta, Grã - Colômbia                  | Colômbia. Venezuela, Equador, Panamá (Unidos na Grã - Colômbia), Peru e Bolívia. |
|        | José de San Martín               | 25 de fevereiro de 1778 Yapeyú, Vice-reino do Rio da Prata                     | 17 de agosto de 1850 Boulogne-sur-Mer, França                       | Argentina, Chile e Peru                                                          |
|        | Dom Pedro I                      | 12 de outubro de 1798 Queluz, Portugal                                         | 24 de setembro de 1834 Queluz, Portugal                             | Brasil                                                                           |
|        | Maria Leopoldina da Áustria      | 22 de janeiro de 1797 Viena, Áustria                                           | 11 de dezembro de 1826 Rio de Janeiro, Império do Brasil            | Brasil                                                                           |
|        | José Bonifácio                   | 13 de junho de 1763 Santos, Brasil                                             | 6 de abril de 1838 Niterói, Império do Brasil                       | Brasil                                                                           |
|        | Joaquim Gonçalves Ledo           | 11 de agosto de 1781 Rio de Janeiro, Brasil                                    | 19 de maio de 1847 Sumidouro, Império do Brasil                     | Brasil                                                                           |
|        | Thomas Cochrane                  | 14 de dezembro de 1775 Annsfield, Lanarkshire, Escócia, Grã-Bretanha           | 31 de outubro de 1860 Londres, Inglaterra, Reino Unido              | Brasil, Chile e Peru                                                             |
|        | Manuel Belgrano                  | 3 de junho de 1770 Buenos Aires, Real Audiência de Charcas                     | 20 de junho de 1820 Buenos Aires, Argentina                         | Argentina                                                                        |
|        | Mariano Moreno                   | 23 de setembro de 1778 Buenos Aires, Vice-Reino do Rio da Prata                | 4 de março de 1811 Alto-mar                                         | Argentina                                                                        |
|        | Cornelio Saavedra                | 15 de setembro de 1759 Otuyo, Vice-reino do Peru                               | 29 de março de 1829 Buenos Aires, Províncias Unidas do Rio da Prata | Argentina                                                                        |
|        | José Artigas                     | 19 de junho de 1764 Montevidéu, Real Audiência de Charcas                      | 23 de setembro de 1850 Ibiray, Paraguai                             | Uruguai                                                                          |
|        | Bernardo O'Higgins               | 20 de agosto de 1778 Chillán, Capitania Geral do Chile, Vice-reino do Peru     | 24 de dezembro de 1842 Lima, Peru                                   | Chile e Peru                                                                     |
|        | José Miguel Carrera              | 15 de outubro de 1785 Santiago, Capitania Geral do Chile                       | 4 de setembro de 1821 Mendoza, Argentina                            | Chile                                                                            |
|        | Antonio José de Sucre            | 3 de fevereiro de 1795 Cumaná, Venezuela                                       | 4 de junho de 1830 Berruecos, Grã-Colômbia                          | Venezuela, Equador, Bolívia e Peru                                               |
|        | Juana Azurduy                    | 12 de junho de 1780 Chuquisaca (atual Sucre), Vice-Reino do Rio da Prata       | 25 de maio de 1862 Sucre, Bolívia                                   | Bolívia e Peru                                                                   |
|        | Manuel Ascencio Padilla          | 26 de setembro de 1774 Chiprina, Chayanta, Vice-Reino do Peru                  | 14 de setembro de 1816 El Villar, Vice-Reino do Peru                | Bolívia                                                                          |
|        | Pedro Domingo Murillo            | 17 de setembro de 1757 La Paz, Vice-Reino do Peru                              | 29 de janeiro de 1810 La Paz, Vice-Reino do Rio da Prata            | Bolívia                                                                          |
|        | Francisco de Miranda             | 28 de março de 1750 Caracas, Venezuela                                         | 14 de julho de 1816 Cádiz, Espanha                                  | Venezuela                                                                        |
|        | Ramón Castilla                   | 31 de agosto de 1797 San Lorenzo de Tarapacá, Vice-Reino do Peru               | 30 de maio de 1867 Huara, Peru                                      | Peru                                                                             |
|        | Francisco Antonio de Zela        | 24 de julho de 1768 Lima, Real Audiência de Lima                               | 18 de julho de 1819 Chagres, Vice-Reino de Nova Granada             | Peru                                                                             |
|        | Miguel Hidalgo                   | 8 de maio de 1753 Pénjamo, Nova Espanha                                        | 30 de julho de 1811 Chihuahua, México                               | México                                                                           |
|        | José María Morelos               | 30 de Setembro de 1765 Valladolid, México                                      | 22 de Dezembro de 1815 Ecatepec de Morelos, México                  | México                                                                           |
|        | Agustín de Iturbide              | 27 de setembro de 1783 Valladolid, México                                      | 19 de julho de 1824 Padilla, Tamaulipas, México                     | México                                                                           |
|        | José Gaspar Rodríguez de Francia | 6 de janeiro de 1776 Yaguarón, Capitania Geral do Paraguai, Vice-Reino do Peru | 20 de setembro de 1840 Assunção, Paraguai                           | Paraguai                                                                         |
|        | Fulgencio Yegros                 | Fevereiro de 1780 Quyquyhó, Capitania Geral do Paraguai, Vice-Reino do Peru    | 17 de julho de 1821 Assunção, Paraguai                              | Paraguai                                                                         |
|        | Pedro Juan Caballero             | 29 de junho de 1786 Tobatí, Capitania Geral do Paraguai, Vice-Reino do Peru    | 13 de julho de 1821 Assunção, Paraguai                              | Paraguai                                                                         |
|        | José Joaquín de Olmedo           | 20 de março de 1780 Guayaquil, Real Audiência de Quito                         | 19 de fevereiro de 1847 Guayaquil, Equador                          | Equador                                                                          |
|        | José Martí                       | 28 de janeiro de 1853 Havana, Cuba                                             | 19 de maio de 1895 Dos Ríos, Cuba                                   | Cuba                                                                             |
|        | Carlos Manuel de Céspedes        | 18 de abril de 1819 Bayamo, Cuba                                               | 27 de fevereirode 1874 Sierra Maestra, Cuba                         | Cuba                                                                             |
|        | Juan Pablo Duarte                | 26 de janeiro de 1813 Santo Domingo, Ilha de São Domingos                      | 15 de julho de 1876 Caracas, Venezuela                              | República Dominicana                                                             |